# 안리미
안리미(安犁靡, ? ~ ?)는 오손의 군주로, 5대 소곤미다. 3대 소곤미 안일의 아들이다.

## 생애
4대 소곤미 말진장이 대곤미 자율미를 암살하니 대곤미의 흡후 난서가 말진장을 살해해, 안리미가 그 뒤를 이어 소곤미가 됐다. 전한에서는 말진장을 진작 주살하지 못한 것을 후회해, 서역도호 단회종이 적은 병사와 함께 말진장의 아들 번구(番丘)를 기습해 죽이고 돌아갔다. 안리미는 수천 기를 이끌고 단회종을 포위했으나, 단회종이 전한과 싸우다 죽어 효수된 대완 왕과 질지골도후선우처럼 되고 싶냐고 협박하자 울면서 돌아갔다.
말진장의 동생으로 자율미 암살을 공모한 비원치가 8만 명의 무리를 거느리고 강거와 연합해 두 곤미를 아우르려 하니, 두 곤미가 모두 두려워해 서역도호와 친하게 지내려 했다. 비원치는 결국 전한의 손건에게 살해됐다.

## 출전
- 반고: 《한서》 권96하 서역전제66하, 동북아역사재단 편집 《한서외국전역주》에서 인용